# Slangens favntag
Slangens favntag  (engelsk: Embrace of the Serpent, spansk: El abrazo de la serpiente) er en colombiansk film fra 2015, instrueret af Ciro Guerra.
Filmen vandt Art Cinema Award ved Quinzaine des Réalisateurs og repræsenterede Colombia i konkurrencen om Oscar for bedste fremmedsprogede film i 2015.

## Medvirkende
- Nilbio Torres som Karamakate som ung
- Antonio Bolivar som Karamakate som gammel
- Jan Bijvoet som Theo
- Brionne Davis som Evan
- Yauenkü Migue som Manduca
- Nicolás Cancino som Anizetto
- Luigi Sciamanna som Præst Gaspar